# 日本文理大学ラグビー部
日本文理大学ラグビー部（にほんぶんりだいがくらぐびーぶ、Nippon Bunri Univ Rugby Football Club）は、九州学生ラグビーフットボールリーグに所属する日本文理大学のラグビー部。略称は文理（ぶんり）、文大（ぶんだい）。1967年に創部。2009年度に1部リーグに昇格するとBグループのリーグ戦では躍進し、順位決定トーナメントではAグループの九州共立大学と互角の戦いを演ずるも引き分けに終わり、トライ数の差でAグループ昇格を逃した。

## 監督
- 永野裕士（元マツダラグビー部）

## 主な在籍した選手
- 佐々木裕司（SO・WTB、ラグビーレフリー / 徳島工業高）
- ヴィリアミ・カイポウリ（FL・No.8、三重ホンダヒート / トンガ高）
- ラタ・タンギマナ（PR、花園近鉄ライナーズ / トンガ高）

## タイトル
- 全国地区対抗大学ラグビーフットボール大会 : 0回　（出場1回）

## 所在地
大分県大分市大字一木1727